# John Wick: 2. felvonás
A John Wick: 2. felvonás (eredeti cím: John Wick: Chapter 2) egy 2017-es amerikai akció-thriller, melyet Chad Stahelski rendezett és Derek Kolstad írt. Ez a folytatása a 2014-ben bemutatott John Wick című filmnek. A főszereplők Keanu Reeves, Common, Laurence Fishburne, Riccardo Scamarcio, Ruby Rose, John Leguizamo és Ian McShane.
Az Amerikai Egyesült Államokban 2017. február 10-én mutatták be, Magyarországon két héttel később szinkronizálva, február 23-án a Freeman Film forgalmazásában.
A film általánosságban pozitív véleményeket kapott a kritikusoktól. A Metacritic oldalán a film értékelése 75% a 100-ból, ami 43 véleményen alapul. A Rotten Tomatoeson a John Wick: 2. felvonás 89%-os minősítést kapott, 198 értékelés alapján. Bevételi szempontból is jól teljesített, ugyanis a 40 millió dolláros költségvetésével szemben, több mint 170 millió dollárt tudott termelni.
A film forgatása 2015. október 26-án kezdődött New Yorkban. Elkészítették a film folytatását is, amit 2019 májusában fognak bemutatni, John Wick: 3. felvonás – Parabellum címmel.

## Történet
|  | Alább a cselekmény részletei következnek! |

Négy nappal az első film eseményei után, John Wick (Keanu Reeves) az egykori bérgyilkos nyomon követi az ellopott 1969-es Ford Mustangját, ami Viggo testvére és Iosef bácsikája, Abram Taraszov (Peter Stormare), orosz gengszter birtokában van. Taraszov kénytelen fogadni Johnt az irodájában, mert a férfi szeretné visszakapni a kocsiját, amit Taraszov az egyik csarnokszerű garázsában tárol. John a „látogatása” előtt kénytelen az összes, útjába kerülő testőrt megölni, melynek során súlyosan károsul a Mustang, majd váratlan módon (oroszul) békét ajánl Taraszovnak, amit ő elfogad, és hazatér.
Johnt meglátogatja Aurelio (John Leguizamo), és megkéri őt, hogy javítsa meg a totálkáros Mustangot. John egyik motivációja a béke felajánlására az, hogy „visszavonult” a bérgyilkos szakmából, otthon tartott fegyvereit elrejti a pincében és lebetonozza a padlót. Azonban hamarosan megjelenik nála az egyik olasz bűnöző ismerőse, Santino D'Antonio (Riccardo Scamarcio), aki azért jött, hogy a korábbi vállalására alapozva (amit saját vérével pecsételt meg egy érmén) megbízást adjon neki. Ő tette lehetővé számára a nagy házát, valamint hogy nyugdíjba vonuljon és feleségül vegye Helent. Santino felmutatja az érmét, hogy követelje Johntól a szokásos szolgáltatásokat, de John elutasítja őt, azt állítva, hogy ő már más útra tért. Kilépve a házból, Santino biztos távból rommá lövi John otthonát egy gránátvetővel.
Winston (Ian McShane), a New York-i Continental hotel tulajdonosa emlékezteti Johnt, hogy ha elutasítja az érme őrzőjét, megsérti az alvilág két törhetetlen szabálya közül a másodikat: nem gyilkolhat senki a Continental területén, valamint tisztelni kell az érme őrzőjét. John elfogadja kötelezettségét és felkeresi Santinót kedvenc helyén, egy múzeumban, ahol kiderül, hogy a célpont Santino saját nővére, Gianna D'Antonio (Claudia Gerini), mivel apjuk kívánságának megfelelően ő örökölte a képletes széket a nemzetközi maffia felsőbb köreiben (ami 12 székből áll). Santino legjobb személyi testőrét, Ares-t (Ruby Rose) küldi John felügyeletére. Santino saját magát szeretné abban a székben látni. Nővére Rómában tartózkodik, ahová föld alatti kazamatákon lehet eljutni. John gond nélkül bejut a nő legbelső szobájába, aki már rögtön felismeri, hogy mi fog várni rá, ezért saját maga felvágja az ereit egy medencében. John még a biztonság kedvéért fejbe lövi. A távozása jóval problémásabb, nem is Gianna testőrei miatt, hanem Santino fegyveresei miatt, akik nyilvánvalóan Johnt akarják eltenni láb alól.  Santino képmutató módon arra hivatkozik, hogy meg kell bosszulnia nővére halálát. Miután a többségükkel végez, John összetalálkozik Gianna legfőbb testőrével, Cassian-al (Common). Brutális harc alakul ki kettejük között, majd beesnek egy ablakrészen, egyenesen a Continental recepciójára, amely a New York-i Continentalhoz hasonlóan  tiltja az ott való akciózást. A szálloda igazgatója, Julius (Franco Nero) elmondja nekik, hogy fáradjanak át a bár részlegére, hogy megnyugodhassanak. Egy ital mellett Cassian bosszút esküdik Gianna haláláért.
Miután John visszatér New Yorkba, Santino még egy aljas húzást csinál; 7 millió dolláros bűnözői vérdíjat tűz ki John fejére, azzal az indítékkal, hogy megölte a nővérét, ennek következtében számos ember támadja meg őt. John ismét találkozik Cassiannal, azonban most a metróban. John megnyeri a küzdelmet, de Cassiant életben hagyja szakmai udvariasságból. A súlyosan megsérült és kétségbeesett John segítséget kér a földalatti bűnözőtől, a Királytól (Laurence Fishburne), akinek az emberei ellátják a sérüléseit, és Santino rejtekhelyére irányítják. John megöli Santino testőreit, és halálosan megsebesíti Ares-t, de Santino képes elmenekülni a Continental területére. Santino önelégülten világossá teszi, hogy szándékában áll a szentélyben maradni határozatlan ideig. Winston figyelmeztetése ellenére John fejbe lövi Santinót a Continental étkezőjében.
Másnap délután, Winston találkozik Johnnal a Central Parkban, és elmagyarázza neki, hogy a High Table szerint a vérdíját megkétszerezték és globálisan szétterjesztették. Johnt a "Continentalban" kiközösített státuszúvá nyilvánították, elveszítve minden hozzáférését és kiváltságait az alvilág erőforrásaihoz. Winston késlelteti hogy egy óra múlva kihirdesse John kiközösítését és globális vérdíját. Mielőtt távozna, John azt mondja Winstonnak: "Mondja el mindenkinek, hogy megöli azokat, akik az útjába kerülnek, akárki is legyen az". Ezután John távozik, miközben a körülötte lévő emberek megkapják a vérdíjról szóló üzenetet a telefonukra, így John és kutyája kénytelenek felgyorsítani lépteiket.
|  | Itt a vége a cselekmény részletezésének! |

## Szereplők
| Szereplő                                                                                     | Színész            | Magyar hang      |
| -------------------------------------------------------------------------------------------- | ------------------ | ---------------- |
| Jonathan "John" Wick / "Rémkirály", egy exbérgyilkos.                                        | Keanu Reeves       | László Zsolt     |
| A király, földalatti bűnvezér.                                                               | Laurence Fishburne | Schneider Zoltán |
| Winston, a New York-i Continental Hotel tulajdonosa.                                         | Ian McShane        | Mihályi Győző    |
| Aurelio, a High-end Chop üzlet tulajdonosa.                                                  | John Leguizamo     | Rajkai Zoltán    |
| Ares, egy néma bérgyilkos, valamint Santino cinkosa.                                         | Ruby Rose          | Hábermann Lívia  |
| Santino D'Antonio, egy olasz maffiózó, aki megbízza Wicket egy merénylettel.                 | Riccardo Scamarcio | Szatmári Attila  |
| Cassian, Gianna legfőbb testőre.                                                             | Common             | Varga Gábor      |
| Gianna D'Antonio, Santino nővére.                                                            | Claudia Gerini     | Tóth Enikő       |
| Helen Wick, John elhunyt felesége.                                                           | Bridget Moynahan   | Solecki Janka    |
| Jimmy, rendőrtiszt és John barátja.                                                          | Thomas Sadoski     | Horváth Gergely  |
| Charon, a New York-i Continental Hotel portása.                                              | Lance Reddick      | Betz István      |
| Julius, a római Continental Hotel igazgatója.                                                | Franco Nero        | Áron László      |
| Abram Taraszov, Viggo testvére, Iosef nagybátyja és egy íróasztalhoz kötött orosz gengszter. | Peter Stormare     | Bolla Róbert     |